# Người bay phản lực
Người bay phản lực còn gọi là Người Sắt (tiếng Anh: Jetpack man, Iron Man) là người hoặc vật thể không xác định được chứng kiến đang bay bằng thứ có vẻ như là bộ đồ bay phản lực trái phép quanh khu vực Los Angeles ở bang California ít nhất năm lần trong năm 2020–2021. Nhiều phi công máy bay báo cáo rằng chính mắt họ đã nhìn thấy người bay phản lực ở độ cao khoảng 5000 feet. Không rõ liệu mỗi lần nhìn thấy là cùng một người, hay đó có thể là một loại máy bay không người lái được thiết kế để trông giống như người đang bay với thiết bị phản lực gắn đằng sau. Cả thiết bị bay phản lực hay máy bay không người lái lớn thường bay ở độ cao hoặc ở khoảng cách đó so với đất liền, và không có người nào nhìn thấy máy bay cất cánh hoặc hạ cánh. FBI và FAA đều đưa ra giả thuyết rằng người bay phản lực thực sự là một quả bóng bay.

## Những vụ chứng kiến

### Lần nhìn thấy đầu tiên
Ngày 30 tháng 8 năm 2020, hai phi công của các hãng hàng không khác nhau báo cáo rằng đã nhìn thấy một "gã cùng bộ đồ bay phản lực" đang lơ lửng gần LAX ở độ cao 3000 feet, cách máy bay 300 mét trên điểm tiếp cận cuối cùng 10 dặm. 

American 1997: "Tháp, American 1997, chúng tôi vừa vượt qua một gã cùng bộ đồ bay phản lực... Ở bên trái, có thể khoảng 300 thước Anh, so về độ cao của chúng tôi."
Phi công Skywest: "Chúng tôi vừa nhìn thấy hắn đi ngang qua chúng tôi trong bộ đồ bay phản lực."

### Lần nhìn thấy thứ hai
Tháng 11 năm 2020, một phi hành đoàn trực thăng của Sở Cảnh sát Los Angeles đã ghi lại đoạn video về những gì có vẻ là một quả bóng bay của nhân vật hư cấu Jack Skellington. Đoạn video được ghi lại trên khu vực Beverly Hills. Nhiều người tin rằng một quả bóng bay là lời giải thích cho hiện tượng này. Hành vi của quả bóng bay này tương tự như trong đoạn phim với người bay phản lực và được mô tả sau này.

LAPD chỉ phát hành đoạn phim vào tháng 11 năm 2021. Cục Điều tra Liên bang đã đưa ra một tuyên bố về vấn đề này và cho biết: 
“FBI đã hợp tác chặt chẽ với FAA để điều tra những lần nhìn thấy thiết bị bay phản lực được báo cáo ở khu vực Los Angeles, chưa có vụ việc nào được xác minh,"

Rồi thêm nữa:
“Một giả thuyết có thể chấp nhận được là các phi công có lẽ đã nhìn thấy quả bóng bay.”

### Lần nhìn thấy thứ ba
Ngày 14 tháng 10 năm 2020, hãng China Airlines 006 báo cáo đã nhìn thấy "một vật thể bay giống như một bộ đồ bay phản lực" ở độ cao 6000 feet.

### Lần nhìn thấy thứ tư
Ngày 21 tháng 12 năm 2020, một phi công và người hướng dẫn bay tại Học viện Phi công Sling đã quay được đoạn video đầu tiên về vật thể bay như vậy, ở độ cao khoảng 3000 feet gần Palos Verdes và Đảo Catalina (phía nam Los Angeles). Học viện đã đăng video lên tài khoản Instagram của họ với lời bình luận như sau:
"Đoạn video dường như cho thấy một thiết bị bay phản lực nhưng nó cũng có thể là một máy bay không người lái hoặc một số vật thể khác. Nếu đó là 'người mang bộ đồ bay phản lực' thì vẫn phải xem đó có phải là một chuyến bay thử nghiệm hợp pháp hay không... hoặc liên quan đến các vụ nhìn thấy thiết bị bay phản lực kế bên LAX gần đây đã gây ra sự gián đoạn giao thông hàng không."

### Lần nhìn thấy thứ năm
Ngày 28 tháng 7 năm 2021, có phi công báo cáo đã nhìn thấy một vật thể bay trông giống như người mang bộ đồ bay phản lực, cách bờ biển California khoảng 15 dặm, ở độ cao 5000 feet. Trong cuộc trò chuyện về kiểm soát không lưu, vật thể bay được gọi với cái tên khác nhau là "UFO" và “Người Sắt”.
Phi công 747: "Người bay phản lực có thể nằm trong tầm nhìn... khoảng 5000"  ...
Tháp LAX: "Skywest 3626, anh có nhìn thấy... anh có nhìn thấy UFO không?" 
Phi công Skywest 3626: "Chúng tôi đã tìm kiếm nhưng không thấy Người Sắt nào cả" 
Tháp: "Tất cả các máy bay chú ý, hãy cẩn thận với thiết bị bay phản lực. Anh ta đang ở phía bắc vị trí cuối cùng, khoảng 5000 tại Cổng C, báo cáo lần cuối"  ...
Phi công khác: "Anh nói người sắt đã bay vòng một lần nữa ở đâu vậy?"
Tháp: "Khoảng 5000, được một chiếc 74 hạng nặng báo cáo trên vị trí cuối cùng 15 dặm."